# Szathmári János
Szathmári János (Nádudvar, 1969. március 25. –) magyar válogatott kézilabdázó, olimpikon.

## Sportpályafutása
Szathmári János szülővárosában kezdett el kézilabdázni, majd innen igazolt Debrecenbe, a helyi Dózsa csapatához. Legnagyobb sikereit a Fotex Veszprém csapatával érte el, ötször nyert bajnoki címet, és ugyancsak ötször ünnepelhetett kupagyőzelmet. A légióskodásba is belekóstolt, egy szezon erejéig a spanyol BM Valladolid játékosa volt. Hazatérése után a Balatonfüredi KSE csapatát erősítette egészen 43 éves koráig, amikor úgy döntött, felhagy az aktív játékkal. A 2010-es férfi kézilabda-Európa-bajnokság alatt a válogatott mellett kapusedzőként tevékenykedett, majd visszavonulása óta a Balatonfürednél segíti a kapusok munkáját.

## A válogatottban
A válogatottban 1988 május 6-án mutatkozott be, majd 1990-ben részt vett a világbajnokságon, igaz ekkor még Hoffmann László és Bíró Imre árnyékában. Tehetsége hamar kibontakozott, az 1992-es barcelonai olimpián három mérkőzésen kapott lehetőséget Joósz Attila szövetségi kapitánytól. Összesen öt világbajnokságon, és négy Európa-bajnokságon viselte a címeres mezt. Pályafutása legnagyobb sikere a 2004-es olimpián megszerzett negyedik hely, melyhez parádés teljesítménnyel járult hozzá (főként a Dél-koreaiak elleni negyeddöntőben, ahol az utolsó negyed órában mindössze egy gólt kapott) 2005-ben meghívták a világválogatottba is.

## Sikerei,díjai
- 5-szörös bajnok
- 5-szörös kupagyőztes
- világválogatott (2005)
- Az év magyar kézilabdázója (2008)
- Nádudvar város díszpolgára (2003.)

## Magánélet
1993-ban született Anna nevű lánya, aki szintén kézilabdázik. Balatonfüreden lovardája van, és nyári kézilabdaiskolát működtet.